# Carrefour des Acacias
Le Carrefour des Acacias, et plus récemment surnommé Carrefour Cacas à cause de son insalubrité, est un carrefour du quartier Biyem-Assi dans la ville de Yaoundé au Cameroun. Il est situé au quartier Biyem Assi près du marché Acacias.

## Histoire
Le quartier Acacias doit toute sa réputation à la présence de son marché , qui draine un grand nombre de personnes. Mais aussi à sa route qui ne laisse plus les usagers indifférents , du fait de son délabrement avancé. Cette route est parsemée de grand nids de poules dans lesquels les eaux usées des caniveaux situés tout autour viennent s’échouer.

### Rues principales
Il est le croisement entre la rue Acacias et Biyem Assi Lac.

## Situation et accès

### Situation
Le carrefour est situé au quartier Biyem Assi, nouveau quartier résidentiel de la ville de Yaoundé, dans l'arrondissement de Yaoundé VI.
| Vidéo externe | |
|               | Yaoundé : bienvenue au « Carrefour caca » ! 29 juin 2021 par NAJA TV Biyem-Assi pue ! Des excréments se déversent sur la chaussée, les routes sont endommagées |

### Accès et moyens de transports
Le carrefour est un point de passage et de ramassage des populations. Il dessert le quartier et le marché du quartier. 

### Le carrefour des Acacias aujourd'hui
Le carrefour présente de graves problèmes de salubrité. Des bouches d'égouts déversent des excréments sur la chaussée entre Biyem Assi Lac, descente Acacias et Rond Point Express. Ce phénomène est aggravé pendant les pluies. Des odeurs font que ce carrefour est surnommé "Carrefour Caca" par les usagers de la route. La ville de Yaoundé prélève une taxe de salubrité.